# Petrus Franciscus Fruytier
Petrus Franciscus Fruytier (Kloosterzande, 1 februari 1852 - Kloosterzande, 20 juni 1929) was een Zeeuws landbouwer, ambtenaar en politicus.
Petrus Franciscus Fruytier, oorspronkelijk geschreven als Fruijtier, was een zoon van de landbouwer Pieter Francies Fruijtier en Anna Maria Adriaansens (weduwe Buijsrogge). Na het voltooien van de Franse school volgde hij landbouwonderwijs, en ging hij als landbouwer in Kloosterzande aan de slag (tot 1885). Van 1883 tot 1893 was hij gemeenteraadslid van de gemeente waar Kloosterzande onder viel, Hontenisse, en in 1901 werd hij gemeenteontvanger aldaar. Vanaf 1888 was hij 40 jaar lang lid van de Provinciale Staten van Zeeland voor de rooms-katholieken.
In 1901 werd hij in het district Hontenisse gekozen tot lid van de Tweede Kamer der Staten-Generaal, waarvan hij tot 1922 lid zou blijven. Hij sprak vooral over Zeeuwse aangelegenheden, zoals het Kanaal door Zuid-Beveland, het Kanaal Gent-Terneuzen en een mogelijke tramlijn van Hontenisse naar de Belgische grens.
Van 1903 tot 1913 was hij lid van de Zeeuwse Gedeputeerde Staten, tot hij in 1913 met twee stemmen verschil werd verslagen door de liberaal Elenbaas. Van 1916 tot 1927 was hij echter weer terug als gedeputeerde. Daarnaast vervulde hij enige bestuurlijke functies, en functies bij polder- en waterschapsbesturen.
Fruytier trouwde in 1872 met Maria Verdurmen. Zijn zoon Leonard Albert Fruytier zou (zij het korter) ook lid van de Tweede Kamer worden, in hetzelfde jaar dat zijn vader de Kamer verliet.